# دیلشهاوزن
دیلشهاوزن (به آلمانی: Dilschhausen) یک منطقهٔ مسکونی در آلمان است که در هسن واقع شده‌است. دیلشهاوزن ۱۸۸ نفر جمعیت دارد.